# ハニー・ドント
「ハニー・ドント」（Honey Don't）は、カール・パーキンスの楽曲である。1956年1月にシングル『ブルー・スエード・シューズ』のB面曲として発売された。『オールミュージック』のビル・ダールは、「非常に刺激的で、いくつかの点で有名な作品よりも優れている」と称賛している。本作はビートルズ、ロニー・ホーキンス、ジョニー・リヴァースなど20以上のアーティストによってカバーされている。

## オリジナル・バージョン
「ハニー・ドント」のレコーディングは、1955年12月19日に行なわれた。本作の演奏者および担当楽器は、以下のようになっている。
- カール・パーキンス - リードギター、ボーカル
- ジェイ・パーキンス - アコースティック・ギター、バッキング・ボーカル
- クレイトン・パーキンス - スタンダップ・ベース
- W.S. ホランド - ドラムス

「ハニー・ドント」は、1956年1月に発売されたシングル『ブルー・スエード・シューズ』のB面に収録された後、1957年に発売されたアルバム『ダンス・アルバム』に収録された。『オールミュージック』のスティーヴン・トマス・アールワインは、『ダンス・アルバム』のレビューの中で、パーキンスのアンセムの1つとして本作を挙げている。その後、『Original Golden Hits』や『ロッキン・ギター・マン』などのコンピレーション・アルバムにも収録された。

## ビートルズによるカバー
ビートルズは、1964年10月26日に「ハニー・ドント」のレコーディングを行なった。「ハニー・ドント」は、1964年12月4日にイギリスで発売されたアルバム『ビートルズ・フォー・セール』のために録音された最後の曲の1つとなっている。アメリカでは同月15日に『Beatles '65』の収録曲として発売された。ライブでの演奏時にはジョン・レノンがボーカルを務めていたが、アルバム収録のテイクではリンゴ・スターがリード・ボーカルを務めている。曲中では「Ah rock on George one time for me」や「Ah rock on George with Ringo one time」という掛け声が確認できる。
ビートルズはBBCラジオの番組『From Us To You』と『Top Gear』で本作を演奏しており、前者での演奏が1994年に発売された『ザ・ビートルズ・ライヴ!! アット・ザ・BBC』、後者での演奏が2013年に発売された『オン・エア〜ライヴ・アット・ザ・BBC Vol.2』に収録された。
公式に発表されたビートルズのカバー曲の中で、メンバー全員がソロでカバーした唯一の楽曲となっている。
- レノンは『ジョンの魂』や『サムタイム・イン・ニューヨーク・シティ』のリハーサル時に録音したほか、自作映画『Clock』のサウンドトラックにも収録している。
- ポール・マッカートニーは、アルバム『タッグ・オブ・ウォー』のセッション中にパーキンスと本作を録音した。
- ハリスンは、1987年にハリウッドで行なわれたタジ・マハールのライブで、ボブ・ディランやジョン・フォガティと共に本作を演奏。
- スターは、1986年にテレビ放映された『Blue Suede Shoes』でパーキンスと共演したほか、2002年に行なわれた『コンサート・フォー・ジョージ』で演奏した[16]。また、リンゴ・スター&ヒズ・オール・スター・バンドのライブで演奏している。

### クレジット
※出典
- リンゴ・スター - リード・ボーカル、ドラム、パーカッション
- ジョージ・ハリスン - リードギター
- ジョン・レノン - アコースティック・ギター（リズムギター）
- ポール・マッカートニー - ベース